# Багуачжан

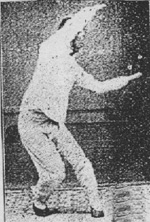
Багуачжан напрямок Сунь Лутана

Багуачжан (кит.: 八卦掌八卦掌, «долоня восьми триграм»), також багуацюань (кит.: 八卦拳八卦拳, «кулак восьми триграм»), коротко багуа — бойове мистецтво Китаю. Складається з різних рухів долонями в ході пересування по колу.

## Історія появи стилю
Цей стиль отримав розвиток в роки правління під девізом «Даогуан» при династії Цін (1820—1850).
Засновником стилю був Дун Хайчуань (董海川) з повіту Веньань провінції Хебей. Дун Хайчуань створив стиль на основі прийомів місцевих стилів ушу, однак у 1930-х кілька учнів багуачжану в Тяньцзіні для того, щоб додати собі значущість, склали історію про те, що, нібито, вони навчилися цього у даоського наставника Бі Ченся, що жив в районі гори Цзюхуа в провінції Аньхой (своєрідно, що за цією легендою виходило, що самі ці учні навчалися у інших учнів Бі Ченся, і тому всі їх відмінності від багуачжану Дун Хайчуаня — це не їх особисті помилки вивчення, а особливості стилю). В результаті тепер ця історія потрапила до книг, і тепер багато людей, необізнаних з реальним станом справ, приймають її за правду. У 1875 році Дун приїхав до Пекіна і почав викладати цю техніку.

## Особливості стилю

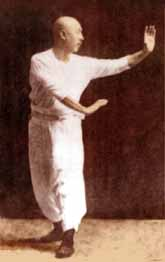

Відмінними рисами багуа є застосування бойової техніки в постійному круговому переміщенні. Всі рухи пов'язані між собою і ніби переходять з  одного в інший. У більшості стилів багуачжан базовим способом тренування є відпрацювання технік в пересуванні по колу, однак є деякі напрямки, де «ходіння по колу» виділяють в самостійну вправу, а бойову техніку відпрацьовують у прямолінійних доріжках.
Дун Хайчуань застосовував диференційований підхід до учнів, тому ортодоксальний стиль змінився, і існує тепер безліч варіантів. Самим старшим учнем Дун Хайчуаня, який навчався в нього понад 10 років, є Інь Фу (1840—1909), який тренував охорону імператриці Цисі. Відмінною особливістю цього напрямку є використання форми долоні, яку називають «долоня — язик корови»; основною тактикою бою є удари з дальньої дистанції, «круговий крок» використовується в основному для відходу з лінії атаки і виходу на противника з несподіваного кута. Багуачжан напрямку Інь Фу вперше було описано його сином Інь Юйчжаном (1890—1950) у книзі «Короткий збірник багуачжан», виданої в 1931 році.
Іншим учнем Дун Хайчуаня був Ши Цзідун, якого він зробив своїм прийомним сином. Багуачжан напрямку Ши Цзідуна досі практикується в Пекіні, але там відомо не дуже широко. Однак широке поширення напрямок Ши Цзідуна отримало в провінції Цзянсу, де жив його учень Ян Жунбень, який згодом став буддистським монахом і пішов у мандри, залишивши після себе лише кілька учнів.
Найбільший вплив на поширення багуачжана мав інший учень Дун Хайчуаня — Чен Тінхуа (1848—1900), який провчився у Дуна близько п'яти років. До приходу до Дун Хайчуаню Чен вже був чемпіоном свого повіту з боротьби, що вплинуло на його бойову техніку. Основною формою долоні, використовуваної в цьому напрямку багуачжану, є «долоня — кігті дракона» (таке положення дозволяє легше брати захоплення), основною тактикою є спроба виходу за спину противника і широке використання кидків у поєднанні з ударами.
Інші учні Дун Хайчуаня прийшли до нього коли він був вже дуже старим, і у самого Дуна вчилися недовго, після смерті Дуна вони в основному продовжували навчання у Чен Тінхуа, деякі отримували вказівки від Інь Фу (який, на відміну від відкритого і товариського Чен Тінхуа, був досить замкнутою людиною і неохоче ділився знаннями). В результаті поступово склалося ще кілька напрямків багуачжану:
- що йде від Лян Чженьпу (1863—1932)
- що йде від Лю Фенчуня (1853—1922)
- що йде від Чжан Чжанькуя (1859—1940)
- що йде від Лю Баочженя (1861—1922)
- що йде від Дат Ішена (1866—1950) (учня Чен Тінхуа)

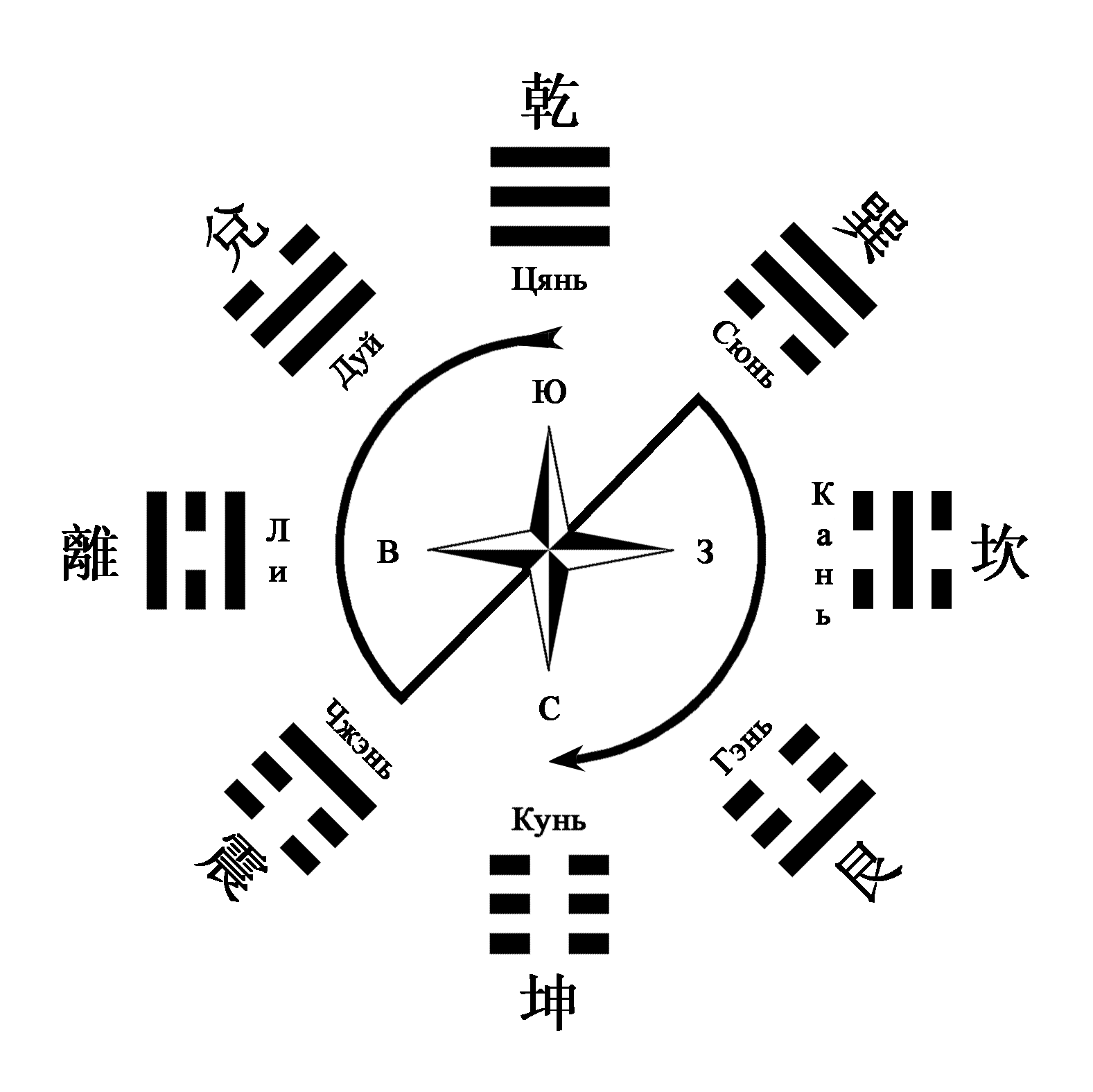
Вісім триграм

У Чжан Чжанькуя (також відомого як Чжан Чжаодун) був учень на ім'я Хань Муся (1877—1954). У 1918 році він брав участь в Тяньцзіні в «Турнірі силачів з десяти тисяч земель», де переміг російського бійця, якого до цього не міг перемогти ніхто з китайців. Після перемоги на цьому турнірі Хань Муся став страшно зарозумілий, і навіть кинув виклик своєму вчителеві. Однак Чжан переміг Ханя, і вони стали запеклими ворогами. Щоб викреслити з історії інформацію про своє навчання у Чжана, Хань придумав історію про те, що, нібито, Дун Хайчуань навчався у даоса Бі Ченся, у якого були й інші учні крім Дуна, і що, нібито, сам Хань Муся навчався саме у одного з цих учнів і з учнями Дун Хайчуаня ніяк не пов'язаний. Цю історію підтримали і деякі інші бійці багуачжану того часу (наприклад, Дат Ішен), так як вона підвищувала їх соціальний статус.
В 1928 році в столиці Китаю, місті Нанкін, був заснований Центральний інститут гошу. Одним з основних предметів, що викладаються там, було багуачжан, що дозволило цьому стилю стати широко відомим в Китаї. Коли в 1937 році почалася війна з Японією, столиця була евакуйована в місто Чунцін провінції Сичуань, і інститут переїхав разом з нею, що дозволило багуачжану поширитися і в цьому регіоні Китаю. У наш час це призвело до того, що деякі американські письменники стали придумувати легенди про те, що, нібито, у тому регіоні існувало якесь особливе «емейське багуачжан».
Однак незважаючи на стильові відмінності система тренувань у всіх школах багуачжану була єдиною. Перші кілька років учень тренується в «ходінні по колу» для вироблення навички постійного догляду з прямої лінії і звикання до контролювання свого центру тяжіння. Потім вивчається комплекс «Дінші бачжан» — «Вісім долонь встановлених форм» (в різних школах назви комплексів можуть дещо відрізнятися), в якому опрацьовується вісім різних положень долонь. Після нього вивчається комплекс «Бяньши бачжан» («Вісім долонь змінюваних форм»), який ще називають «Лаобачжан» («Старі вісім долонь») або «Бадачжан» («Вісім великих долонь»). Після оволодіння цими техніками учень може вивчати більш високі комплекси («24 форми», «8 форм — 8 образів», «Таємні ноги» і т. д.), техніку роботи в парі, володіння зброєю та спеціальну техніку переміщень. Цікавою вправою є «обліт дев'яти палаців», в якому в землю у формі квадрата 3 на 3 встромляється 9 двометрових жердин, які потрібно безперервно обходити в певному порядку. Це привчає до навичкам ведення бою в натовпі. Всі вправи мають кілька рівнів складності. Так, по колу спочатку ходять на майже прямих ногах і поступово знижують рівень тіла, щоб у підсумку переміщатися з стегнами паралельними землі; «дев'ять палаців» спочатку просто обходять, а згодом з кожним із стовпів під час обходу влаштовують щось на зразок «бою з тінню», і т. ін. Одночасно з усім цим тренується займається зміцненням ударних поверхонь і протиударним загартуванням тіла. Дуже багато майстрів багуачжану прославилися своїм володінням мистецтвами «залізної долоні» і «залізної сорочки».
Багуачжан ніколи не був армійським мистецтвом, він завжди був мистецтвом індивідуального бою. Тому навіть стандартні види зброї мають тут специфічну форму або специфічне застосування. Так мечі, що використовуються в багуачжані приблизно в півтора рази довше звичайних, а при тренуваннях з списом і жердиною опрацьовують «коротке використання довгої зброї». Крім звичайних списів використовують ще й так звані «двоголові зміїні списи», що мають наконечники на обох кінцях. Улюбленою зброєю Дун Хайчуаня було «вістря півнячої лапи» (це рідкісна парна зброя дуже складної форми, одну таку пару привозив до Москви Суй Юньцзян). У багатьох популярних виданнях, стверджується, що улюбленою зброєю Дун Хайчуаня була «сокира качок-мандаринок» (це зазвичай використовувана в парі зброя, яка має вигляд перехрещених півмісяців, у яких не заточені лише ті частини, за які їх тримають), але, згідно з роз'ясненнями Лі Цзиміна, це не так, цю зброя придумав інший майстер ушу — Тун Даочан, а назву він взяв зі збірки оповідань «Портрети хоробрих і чесних борців за справедливість», автор якого — Чан Цземао — використовував Дун Хайчуаня в якості прототипу для Тун Ліна — головного персонажа збірки.